# Billboard Frolics
Pour plus de détails, voir Fiche technique et Distribution.
Billboard Frolics est un cartoon Merrie Melodies réalisé par Friz Freleng en 1935. 
Le court métrage présente la chanson Merrily We Roll Along (qui deviendra plus tard le thème d'ouverture des dessins animés Merrie Melodies, à commencer par Boulevardier from the Bronx).

## Synopsis
L'intrigue met en scène des panneaux d'affichage prenant vie et dansant sur la chanson. Un poussin (parodie du poussin Bon Ami) saute et commence à interagir avec l'environnement. Un chat voit le poussin et commence à le chasser. Les autres publicités (y compris des références à His Master's Voice et un logo de Arm & Hammer) se rassemblent pour défendre le poussin.